# ARA San Juan (D-9)
El ARA San Juan (D-9) fue un torpedero/destructor de la clase Buenos Aires que prestó servicio en la Armada Argentina entre 1938 y 1973.

## Historia
Entró al servicio con la Armada en 1938. Tenía un desplazamiento 1375 t, una eslora de 98,45 m, una manga de 10,58 m y un calado de 3,2 m. Estaba propulsado por dos turbinas de engranajes y tres calderas. Su velocidad máxima eran los 35,5 nudos. Su armamento eran cuatro cañones de calibre 120 mm, ocho ametralladoras de 12,7 mm y ocho tubos lanzatorpedos de 533 mm.
En 1958 el destructor ARA San Juan estuvo involucrado en el incidente del islote Snipe, entre Argentina y Chile, por el control del islote Snipe (canal Beagle, sur de la isla Grande de Tierra del Fuego).
Causó baja en 1973.